# شرکت مجتمع گاز پارس جنوبی
شرکت مجتمع گاز پارس جنوبی، بزرگترین شرکت گازی ایرانی است، که به‌عنوان یکی از زیرمجموعه‌های شرکت ملی گاز ایران، در زمینه تولید و بهره‌برداری از تأسیسات مستقر در خشکی (فازهای ۱ تا ۲۴) میدان گازی پارس جنوبی فعالیت می‌کند.
شرکت مجتمع گاز پارس جنوبی در سال ۱۳۷۷ تأسیس شد. این شرکت مسئولیت بهره‌برداری و پالایش میعانات گازی و گاز طبیعی تمامی فازهای میدان گازی پارس جنوبی را بر عهده دارد که به عنوان بزرگترین تأمین کننده گاز طبیعی مصرف داخل و صادرات خارجی نیز می‌باشد. شرکت مجتمع گاز پارس جنوبی همچنین مالکیت و مدیریت بر ۱۰پالایشگاه گازی، در منطقه ویژه اقتصادی انرژی پارس واقع در بندر عسلویه، استان بوشهر را نیز در اختیار دارد.